# Deporte en la República Dominicana
El béisbol, o pelota como la mayoría de los dominicanos acostumbran a llamarle, es el deporte que más se practica en la República Dominicana por lo que se acostumbra llamarle el "deporte nacional". Pero también se practican deportes como el fútbol, baloncesto, voleibol, atletismo, boxeo, natación etc.
Por las condiciones climáticas del país, el béisbol se juega durante todo el año al nivel aficionado pero la temporada oficial de los equipos profesionales es durante el otoño-invierno (de octubre a febrero) ya que es la época en que los peloteros profesionales pueden participar a nivel local. El país cuenta con excelentes jugadores de grandes ligas y con inmortales como Juan Marichal y Pedro Martínez.
Durante años, el voleibol fue el segundo deporte más practicado a nivel nacional ya que podía practicarse en instalaciones muy sencillas. Por eso, los primeros éxitos internacionales, aparte del béisbol, fueron logrados en esta disciplina, principalmente la selección nacional femenina.
En República Dominicana, fueron los españoles quienes trajeron el fútbol al país a principios del Siglo XX. El balompié es la disciplina deportiva de mayor crecimiento en República Dominicana en los últimos años. Aunque todavía el nivel del fútbol jugado en el país no es comparable con el de las potencias de la región, va progresando. En la actualidad hay jugadores de nacionalidad dominicana, que juegan en ligas de otros países, principalmente en España, estos ayudan elevar el nivel de la selección nacional. 
Al aumentar las instalaciones deportivas en el país, sobre todo en las grandes ciudades, otros deportes fueron desarrollándose y algunos se han alcanzado un nivel de calidad en los escenarios internacionales, como es el caso del baloncesto.

## Béisbol
La liga profesional de La República Dominicana empezó en 1890 con dos equipos profesionales.
Cuando el Licey fue fundado en 1907, los equipos "Ozama" y "Nuevo Club" se disputaban la supremacía del béisbol nacional. El Licey les fue quitando terreno hasta hacerlos desaparecer.
No había rivales para el Licey en la pelota dominicana, lo cual originó un "parto provocado" al fundirse en uno solo tres de los equipos de la época, "San Carlos", "Los Muchachos" y el "Delco Lite" dando lugar, con peloteros "escogidos" de esos tres equipos, al nacimiento del equipo "Escogido", cuya fundación oficial se remonta al 21 de febrero de 1921. Esta selección se proponía temporal. Sin embargo, el Escogido se convirtió en el equipo más competitivo del Caribe. Muchas estrellas de béisbol llevaron los uniformes rojos del Escogido. El Escogido tenía los jugadores de Cuba, donde el béisbol era ya muy famoso, y de las estrellas locales.
El deporte de béisbol se jugaba en series cortos entre dos equipos. El béisbol produjo muchos equipos y clubes. El Escogido era uno de los mejores equipos, es una parte grande de la historia del béisbol en República Dominicana.
El Licey y el Escogido han sido, desde entonces, los grandes rivales de la capital y del país habiéndose unido en 1937 para conformar el equipo que se llamó "Dragones de Ciudad Trujillo" a fin de hacerle frente a la fusión de las "Águilas del Cibao" y las "Estrellas de Oriente". Esto fue obra del dictador de la República Dominicana, Rafael Trujillo, hizo que los equipos, Licey y el Escogido, se fusionaran. Esta fusión produjo el equipo que se llamaba Ciudad Trujillo Dragones después del capitol de la República Dominicana. Trujillo compró los jugadores mejores que el dinero pudo comprar. Los jugadores eran de Cuba, la República Dominicana, Puerto Rico, y los Estados Unidos.
Sin embargo, el Escogido regresó en la República Dominicana para jugar los fines de semana durante el verano, y sólo durante el día. Después del béisbol regresó, el Escogido fue otra vez encima del béisbol. Las estrellas de los Estados Unidos ahora jugaron en la República Dominicana y el Escogido tuvo sus habilidades. El Escogido todavía fue un equipo mayor en la República Dominicana y el Caribe.
A partir de ahí, la práctica del béisbol superior se paralizó hasta el año 1951, iniciándose una nueva etapa que se solidificó en 1955 con la inauguración del primer estadio bajo luces y con el ingreso de nuestra liga al béisbol organizado.
Durante su historia de cien años, la liga profesional ha continuado su popularidad, ahora hay seis equipos en total. Santo Domingo tiene dos equipos, Los Tigres del Licey y los Leones de Escogido. San Pedro de Macorís tiene Las Estrellas Orientales, Santiago tiene Las Águilas Cibaeñas, San Francisco de Macorís tiene a Los Gigantes del Cibao y La Romana tiene a los Azucareros del Este actualmente llamados Toros del Este.
Cada equipo juega una temporada de cincuenta partidos que empieza en octubre y termina en febrero. Hay muchos beisboleros Dominicanos que tuvieron éxito en Las Grandes Ligas en el pasado y hay muchos que están teniendo éxito ahora.
Osvaldo "Ozzie" Virgil fue el primer beisbolero dominicano en jugar en la MLB. Empezó jugando en Las Grandes Ligas en 1958 y poco después seguido por Felipe Alou y su hermano Mateo "Matty" Rojas Alou. Matty ganó el título de bateo en 1966.
Otros jugadores notables del pasado son el lanzador Juan Marichal, Tony Pena, George Bell y muchos otros. En Las Grandes Ligas de hoy, hay cientos de beisboleros Dominicanos. Los más notable son Pedro Martínez, quien ganó el "Cy Young" en 1997, el jardinero Manny Ramírez, y los hermanos Alou y por supuesto Sammy Sosa, quien cazó el récord de jonrones durante la temporada de 1998 y ganó el título de "Jugador Más Valioso". A causa del buen éxito de estos jugadores, béisbol profesional Dominicana ha llegado a ser la patria de "Béisbol del Invierno." Muchos jugadores de Las Grandes Ligas juegan en La República Dominicana durante el invierno para practicar. Todos los equipos de Las Grandes Ligas reclutan jugadores en La República Dominicana.
El país que desde finales del siglo XIX, comenzó a practicar el béisbol, fue campeón mundial en 1948, subtitular en 1942, 1950 y 1952, y medallista de bronce en 1943, 1953 y 1969. Terminaron terceros en la Copa Intercontinental de 1981, segundos en los Panamericanos de 1979, al tiempo que ganaban a escala regional en 1962 y 1982, siendo plata en 1946, 1970 y 1974, y bronce en 1954 y 1990.
Seis han sido las Series Profesionales del Caribe que han celebrado, además de ser locales en el mundial de 1969, y en los Juegos Centroamericanos y del Caribe en 1974 y 1986.
En el Clásico Mundial de Béisbol 2013 República Dominicana resultó Ganador, jugando desde un principio con 0 derrotas, ganando todos los juegos en los que se presentaban. Desde entonces, República Dominicana se ha considerado como uno de los mejores países con gran desarrollo y buenos jugadores en el Béisbol. Los jugadores que más se destacaron fueron Robinson Canó, José Reyes (shortstop), Carlos Santana (beisbolista), Fernando Rodney, Miguel Tejada, entre otros. Robinson Cano fue considerado como el jugador más valioso en todo el Clásico Mundial de Béisbol 2013.
Hoy por hoy cuenta con un béisbol de altísima valía, pese a no alcanzar importantes resultados en los eventos internacionales más recientes. Tiene un campeonato profesional de elevada calidad, además de desarrollar de manera creciente, una gran cantidad de buenos jugadores.

## Fútbol
En los últimos años, el fútbol es la disciplina deportiva de mayor crecimiento en el país. En la República Dominicana, al igual que en otros países del mundo, fueron los europeos quienes introdujeron la práctica y enseñanza del balompié al país, especialmente los españoles, más aún después de la Guerra civil española. Al principio, como suele ocurrir con una actividad, práctica o disciplina que se introduce en un territorio, los nativos de Quisqueya no participaban en los partidos de un juego que no entendían, pero que les maravillaba. Con el paso del tiempo los dominicanos también se sumaron a la práctica del balompié, dando como resultado el surgimiento de clubes de fútbol en el país caribeño.
Pindu (Santo Domingo), Cóndor (La Vega 1932), Sosúa (Puerto Plata), Duarte (San Francisco de Macorís) y Santiago (Santiago de los Caballeros) fueron parte de los primeros equipos de fútbol establecidos en Dominicana. Estos fueron fundados e integrados en su mayoría por ciudadanos de origen español y algunos nativos. Los equipos de esta etapa del fútbol dominicano incluían al España (de ideología franquista) y El Español (de inclinación republicana). Se fundaron nuevos clubes de fútbol en Dominicana como el Iberia, Oriental y Sporting. Cabe destacar que en ese tiempo, el único equipo en el cual militaban jugadores dominicanos era el Club Refor de San Cristóbal. De estos, el Cóndor fue el más dominante de la época al coronarse campeón nacional por 15 años consecutivos.
El auge del fútbol en Dominicana, a plena era trujillista, dio como resultado el establecimiento de la Federación Dominicana de Fútbol. La Fedofútbol se fundó en el año 1953 (integrada a la FIFA siete años después). En ese entonces, Isidoro Cruz y el ciudadano español Julio Antoñaza estuvieron a cargo de su dirección.. 
Más adelante, los sacerdotes agustinos, jesuitas, salesianos y terciarios se sumaron a la creación de clubes de fútbol en Dominicana. Los salesianos (de Moca y Jarabacoa) son la orden religiosa cuyo trabajo en favor del fútbol dominicano ha tenido mayor trascendencia. El tiempo que abarca desde la llegada del fútbol a Dominicana hasta esta época se le suele llamar “etapa de los extranjeros”, ya que estos organizaban, arbitraban y dirigían las instituciones, equipos y competiciones de fútbol que se celebraban en el país.
La etapa del fútbol dominicano inició con la llegada del profesor boliviano Quispe Mendoza en el año 1965. Mendoza dirigió una revolución en el fútbol dominicano que logró popularizar este deporte entre las instituciones escolares y los sectores de clase humilde del país. Algunas de las organizaciones que se establecieron en esa época fueron: La Liga Nacional intercolegial de fútbol, Liga Nacional Infantil y Juvenil (tanto de sexo masculino como femenino y con distintas categorías). A este hecho se suma el debut de la selección dominicana de fútbol. Esta disputó su primer partido el 21 de mayo del año 1967 contra su homóloga de Haití.
El año de fundación de la primera asociación de clubes (1970) es el mismo en que se estableció el primer campeonato de fútbol semi profesional, con el nombre de Primera División de República Dominicana. El mismo, luego fue denominado Liga Mayor y estuvo vigente hasta el año 2014 cuando se fundó la Liga Dominicana de Fútbol (LDF).
El campeonato nació en 2014 a iniciativa de la Federación Dominicana de Fútbol para profesionalizar el fútbol nacional, en sustitución de la Primera División de República Dominicana/Liga Mayor, que se celebraba desde 1970 hasta ese año. La primera temporada se disputó en el año 2015 con diez equipos de 7 provincias distintas. Hasta ahora han participado los siguientes equipos: Cibao Fútbol Club, Club Atlético Pantoja, Moca FC, Atlético Vega Real, Universidad O&M FC, Atlántico FC, Jarabacoa FC, Club Atlético San Cristóbal, Delfines del Este FC, Club Barcelona Atlético, Club Atlético San Francisco e Inter de Bayaguana.
En los últimos años el fútbol ha seguido ganando popularidad, especialmente entre los jóvenes. Recientemente se ha dado la participación de varios jugadores de nacionalidad dominicana en las grandes ligas de Europa como Heinz Barmettler, primer dominicano en disputar la Liga de Campeones de la UEFA y la Primera División de España. Los hermanos Vinicio Espinal y José Espinal que jugaron con el Atalanta B. C. en la Serie A de Italia. Tano Bonnín, exjugador del C. A. Osasuna de LaLiga y actual capitán de la selección nacional. Mariano Díaz Mejía, campeón con el Real Madrid de dos Champions League, entre otros títulos; o Junior Firpo integrante del FC Barcelona.

## Baloncesto
El baloncesto es un deporte que goza de gran popularidad en la nación. Todos los años se lleva a cabo una liga profesional, la Liga Nacional de Baloncesto. También existen múltiples torneos regionales, entre ellos los más populares son los de Santiago, el Distrito Nacional y La Vega. La NBA tiene algunos jugadores que representan la nación, como por ejemplo:
- Al Horford, quien es el primer jugador dominicano en ser elegido a un All-Star de la NBA y a un Mejor quinteto, en el tercer específicamente.

- Karl-Anthony Towns, quien se convirtió en el primer jugador de nacionalidad latina en ser elegido número uno del draft de la NBA y en se galardonado con el premio Rookie del Año de la NBA.

- Chris Duarte quien juega para los indiana Pacers en la NBA y está jugando un buen basquetbol y ha sido seleccionado para diputar el partido de jugadores novatos de la NBA 2022

## Voleibol
Esta disciplina deportiva es introducida al país en el año 1916 con la llegada de los marines de los Estados Unidos y luego de misioneros religiosa en 1928.
Fue en Puerto Príncipe, Haití, en 1934, cuando la República Dominicana empezó su participación internacional. A partir del 2007 la Federación Dominicana de Voleibol organiza la Liga Dominicana de Voleibol, una liga profesional de primera división, teniendo el dominio los equipos Distrito Nacional en masculino y femenino.
Uno de los más grandes logros ha sido la Medalla de oro obtenida en los Juegos Panamericanos de 2003, en Santo Domingo, a cargo de la Selección Nacional Femenina. 
Las selección femenina actualmente esta clasificada en la posición 10 de la FIVB, mientras la masculina está clasificada en la posición 34.
Algunos jugadores y jugadoras europeos participan en ligas internacionales en el continente americano, Asia a como son, Bethania de la Cruz,  Brenda Castillo, Priscilla Rivera, Annerys Vargas, Elvis Contreras y José Miguel Cáceres.

## Otros deportes
En los Juegos Olímpicos de Pekín 2008, fue la participación de la selección olímpica de la República Dominicana, más importantes en este evento, ya que por primera vez ganamos dos medallas, una de oro en boxeo, de la mano de Félix Manuel Díaz y una plata en taekwondo con Gabriel Mercedes.

### Atletismo
El origen del atletismo en República Dominicana se remonta al año 1946, cuando el país participó en los V Juegos Centroamericanos y del Caribe, celebrados en Barranquilla, Colombia. 
La Federación Nacional de Atletismo fue creada el 21 de marzo de 1953, con el objetivo de participar en los VII Juegos Deportivos Centroamericanos y del Caribe, que se celebrarían en México el siguiente año. Los atletas que participaron en dichos juegos fueron Elpidio Jiménez, Alejandro Quírico, Bienvenido Abreu, Antonio Lora, Moisés Cohen, Texido Domingo Pichardo, Ángel María Acosta y Ángel María Mezquita. El entrenador fue Jaime Díaz y el delegado Braulio Méndez.
Albero S. Torres de la Mota fue primer Atleta Dominicano en participar en unos Juegos Olímpicos, en Tokio 1964. Fue en las Olimpíadas de Atenas 2004 donde Félix Sánchez obtuvo la primera medalla de oro para la República Dominicana. Sánchez se alzó con la presea en la competencia de los 400 metros con vallas. Título que revalidaría de nuevo en la edición de Londres 2012.
Hasta el día de hoy, el atletismo ha logrados cinco de las 12 medallas obtenidas por Dominicana en la historia de los Juegos Olímpicos.

### Golf
El origen, la creación y fundación data del 27 de julio de 1966, originada por iniciativa de Ignacio E. Guerra A. En ese entonces se denomina Asociación Dominicana de Golf (Adogolf).
La principal razón de su creación se debió a que para poder participar en torneos internacionales, había que contar con una Asociación que nucleara a los clubes de golf y por ende sea miembro de la United State Golf Association (USGA).
Los estatutos y la reglamentación, redactada por Ignacio Guerra, Jaime Bou y otros, salen de las lecturas de otras asociaciones de golf como la de Puerto Rico, Venezuela y México y de esta forma se cumplieron las exigencias y requisitos que solicitara la USGA.
La integraban en ese entonces los clubes Santo Domingo Country Club, Bella Vista Golf Club, Santiago Country Club y Romana Golf Club.
La primera comisión directiva la componían: presidente: Ignacio E. Guerra; primer vicepresidente: Jack Corrie; segundo vicepresidente: Ramón Báez Romano; tesorero: Ulises Castillo; secretario: Jaime Blou y los vocales eran Bernardo Pichardo y Dionis Bernal.
Así, una vez incorporada como miembro, la Asociación Dominicana de Golf participa, en octubre de 1966, al primer mundial de golf amateur que se realiza en México. El equipo que nos representó en esa oportunidad estuvo integrado por Dionis Bernal, Jack Corrie, Ramón Báez, Bernardo Pichardo, y el capitán -que no era jugador-, Máximo Bonetti.
Esta participación otorgaba el derecho a solicitar la concurrencia a la Hoerman Cup, evento en que sólo participan las islas del Caribe, que en ese entonces enfrentaban a Puerto Rico, Trinidad y Tobago, Janaica y Bahamas.
La Adogolf hace presencia, por primera vez, en el Torneo Hoerman Cup en Nassau en el año 1967 con el equipo integrado por Jack Corrie, Ramón Báez, Ignacio Guerra, Bernardo Pichardo, Dionis Bernal y R. Ruela. Al año siguiente no se fue a Trinidad pero sí se logra participar en 1969 en Jamaica. En 1970, en Puerto Rico, además del equipo regular, se compite en la categoría sénior.
República Dominicana se convierte en anfitriona en 1971. de todos los equipos arriba nombrados y al que hay que agregar a Barbados que se integra a los Clásicos del Caribe.
El equipo va realizando un mejor desempeño, gracias a las jóvenes promesas que vienen desarrollando su juego como Arturo Pellerano, Salomón Melgen y Ramón Báez (h).
La inquietud de estos fundadores y crean el Internacional Dominicano de Golf, evento que reunía a los dos mejores jugadores de cada país del continente americano. El primero se realiza entre el 19-22 de octubre de 1967. Siendo presidente de la Adogolf, Ignacio Guerra. El director del torneo fue Juan R. Santoni. Asistieron 16 países, logrando el triunfo la representación de Venezuela y ocupando el segundo lugar el de México.
Al año siguiente, 1968, entre los días 19 al 22 de septiembre, concurren 20 equipos. La presidencia de Adogolf era ejercida por Frank Columna y el director del Torneo era Ignacio Guerra. Aquí el triunfador fue México y el segundo fue Colombia.
Siguiendo el camino trazado, se logra el tercer torneo consecutivo del Internacional Dominicano de Golf, esta vez entre los días 11 al 14 de septiembre de 1969. En este año el presidente era Ricardo Mejía y el director del Torneo, Máximo R. Bonetti. Asistieron 19 países, logrando el triunfo Colombia, seguido de Panamá.
En 1970, bajo la presidencia de Máximo R. Bonetti, se realiza el cuarto Internacional, entre los días 18 al 22 de noviembre, ganando en esta oportunidad el elenco representativo de Argentina, seguido de México. El director del Torneo fue en esta oportunidad Julio Gámez.
El quinto torneo se realiza en el campo “Los Cajuiles” en La Romana, entre los días 25 al 31 de octubre de 1971. La presidencia era ejercida por Ramón Báez y Bernardo Pichardo era el director del Torneo.

## Ligas profesionales
- Liga de Béisbol Profesional de la República Dominicana
- Liga Dominicana de Fútbol
- Liga Nacional de Baloncesto

## Selecciones nacionales
- Selección de baloncesto de la República Dominicana
- Selección femenina de baloncesto de la República Dominicana
- Selección de balonmano de la República Dominicana
- Selección femenina de balonmano de la República Dominicana
- Selección de béisbol de la República Dominicana
- Selección de fútbol de la República Dominicana
- Selección femenina de fútbol de la República Dominicana
- Selección de fútbol playa de la República Dominicana
- Selección de fútbol sala de República Dominicana
- Selección masculina de hockey sobre césped de la República Dominicana
- Selección femenina de hockey sobre césped de la República Dominicana
- Selección de rugby de la República Dominicana
- Equipo de Copa Davis de la República Dominicana
- Selección de voleibol de la República Dominicana
- Selección femenina de voleibol de la República Dominicana